# Campionat de la CONCACAF de 1973
El Campionat de la CONCACAF de 1973 va ser la sisena edició del Campionat de la CONCACAF, el campionat de futbol de seleccions de l'Amèrica del Nord i Central (CONCACAF). El torneig va tenir lloc entre el 29 de novembre i el 18 de desembre.
Tots els partits es van disputar a l'estadi Sylvio Cator, a Port-au-Prince, capital d'Haití. Els sis equips participants van jugar tots contra tots en un sistema de lligueta. El torneig el va guanyar Haití. Va ser el seu primer i, de moment únic, títol continental.
Per primera vegada, el torneig també va servir com a classificació per al Mundial de futbol. El guanyador del torneig es va classificar per a la Mundial de 1974.

## Classificació
Font:
| Equip                 | Classificat per | Campionats jugats | Última participació | Millor resultat previ    |
| --------------------- | --------------- | ----------------- | ------------------- | ------------------------ |
| Mèxic                 | Campions Grup 1 | 5                 | 1971                | Campions (1965, 1971)    |
| Guatemala             | Campions Grup 2 | 4                 | 1969                | Campions (1967)          |
| Hondures              | Campions Grup 3 | 3                 | 1971                | Tercer lloc (1967)       |
| Antilles Neerlandeses | Campions Grup 4 | 3                 | 1969                | Tercer lloc (1963, 1969) |
| Haití                 | Campions Grup 5 | 3                 | 1971                | Subcampions (1971)       |
| Trinitat i Tobago     | Campions Grup 6 | 3                 | 1971                | Quart lloc (1967)        |

## Resultats
| Rank | Team                  | Pts | Pld | W | D | L | GF | GA | GD  |
| ---- | --------------------- | --- | --- | - | - | - | -- | -- | --- |
| 1    | Haití                 | 8   | 5   | 4 | 0 | 1 | 8  | 3  | 5   |
| 2    | Trinitat i Tobago     | 6   | 5   | 3 | 0 | 2 | 11 | 4  | 7   |
| 3    | Mèxic                 | 6   | 5   | 2 | 2 | 1 | 10 | 5  | 5   |
| 4    | Hondures              | 5   | 5   | 1 | 3 | 1 | 6  | 6  | 0   |
| 5    | Guatemala             | 3   | 5   | 0 | 3 | 2 | 4  | 6  | -2  |
| 6    | Antilles Neerlandeses | 2   | 5   | 0 | 2 | 3 | 4  | 19 | -15 |

| Hondures | 2 – 1 | Trinitat i Tobago |
| -------- | ----- | ----------------- |
|          |       |                   |

 Port-au-Prince, Haití
| Mèxic | 0 – 0 | Guatemala |
| ----- | ----- | --------- |
|       |       |           |

 Port-au-Prince, Haití
| Haití | 3 – 0 | Antilles Neerlandeses |
| ----- | ----- | --------------------- |
|       |       |                       |

 Port-au-Prince, Haití
| Hondures | 1 – 1 | Mèxic |
| -------- | ----- | ----- |
|          |       |       |

 Port-au-Prince, Haití
| Haití | 2 – 1 | Trinitat i Tobago |
| ----- | ----- | ----------------- |
|       |       |                   |

 Port-au-Prince, Haití
| Antilles Neerlandeses | 2 – 2 | Guatemala |
| --------------------- | ----- | --------- |
|                       |       |           |

 Port-au-Prince, Haití
| Haití | 1 – 0 | Hondures |
| ----- | ----- | -------- |
|       |       |          |

 Port-au-Prince, Haití
| Mèxic | 8 – 0 | Antilles Neerlandeses |
| ----- | ----- | --------------------- |
|       |       |                       |

 Port-au-Prince, Haití
| Trinitat i Tobago | 1 – 0 | Guatemala |
| ----------------- | ----- | --------- |
|                   |       |           |

 Port-au-Prince, Haití
| Hondures | 2 – 2 | Antilles Neerlandeses |
| -------- | ----- | --------------------- |
|          |       |                       |

 Port-au-Prince, Haití
| Haití | 2 – 1 | Guatemala |
| ----- | ----- | --------- |
|       |       |           |

 Port-au-Prince, Haití
| Trinitat i Tobago | 4 – 0 | Mèxic |
| ----------------- | ----- | ----- |
|                   |       |       |

 Port-au-Prince, Haití
| Hondures | 1 – 1 | Guatemala |
| -------- | ----- | --------- |
|          |       |           |

 Port-au-Prince, Haití
| Trinitat i Tobago | 4 – 0 | Antilles Neerlandeses |
| ----------------- | ----- | --------------------- |
|                   |       |                       |

 Port-au-Prince, Haití
| Haití | 0 – 1 | Mèxic |
| ----- | ----- | ----- |
|       |       |       |

 Port-au-Prince, Haití
| Campionat de la CONCACAF de 1973 |
| -------------------------------- |
| Haití Primer títol               |

Haití es va classificar per a la Copa del Món de futbol 1974.

## Gojejadors
7 gols
- Steve David

5 gols
- Emmanuel Sanon

4 gols
- Octavio Muciño

3 gols
- Rubén Guifarro
- Horacio López Salgado

2 gols
- Everald Cummings

1 gol
- Juan Banegas
- Benjamín Monterroso
- Raúl Arturo Morales
- Jorge Roldán
- Jean-Claude Désir
- Guy Saint-Vil
- Roger Saint-Vil
- Jorge Alberto Bran Guevara
- Óscar Rolando Hernández
- Roberto Soza
- Enrique Borja
- Manuel Lapuente
- Héctor Pulido
- Rignald Alfonso Clemencia
- Adelbert Toppenberg
- Siegfried Schoop
- Erroll Maximino St. Jago
- Warren Archibald

1 pròpia porta
- Siegfried Brunken (contra Trinidad i Tobago)